# Bion (vệ tinh nhân tạo)
Vệ tinh Bion hay chương trình không gian Bion (tiếng Nga: Бион), cũng có tên là Biocosmos, là loạt vệ tinh sinh học của Liên Xô. Chúng là một phần của các vệ tinh Kosmos.

## Chương trình không gian Bion
Chương trình vệ tinh sinh học Liên Xô bắt đầu năm 1966 với Kosmos 110, và tiếp tục năm 1973 với Kosmos 6045.